# 高碕達之助
高碕 達之助（たかさき たつのすけ、1885年2月7日 - 1964年2月24日）は、日本の政治家・実業家。満洲重工業開発株式会社副総裁・第2代総裁、電源開発初代総裁、通商産業大臣、初代経済企画庁長官などを歴任した。
大阪府島上郡三箇牧村（現在の高槻市）で生まれる。旧制茨木中学を卒業後、農商務省水産講習所（後の東京水産大学、現在の東京海洋大学）に入所。その後、メキシコ万博漁業に入社し、水産技師として勤務。1917年、東洋製罐を創立。1938年、東洋製罐専修学校（後の東洋食品工業短期大学）を設立。1942年、満洲重工業開発総裁に就任。1947年公職追放、1951年同解除。1952年、電源開発総裁に就任。佐久間ダム建設などを成功に導いた他、御母衣ダム建設において「荘川桜」移植事業を発案、推進した事でも知られる。
1954年8月に電発総裁を退いた後、12月に鳩山一郎内閣で経済審議庁長官に就任。翌1955年、旧大阪3区から衆議院議員に初当選。以後連続当選4回。同年経済審議庁廃止に伴い、初代経済企画庁長官に就任。1958年、岸信介内閣でも通商産業大臣・経済企画庁長官・科学技術庁長官を兼任して入閣。1962年、中華人民共和国を訪問。廖承志との間で日中総合貿易（LT貿易）に関する覚え書きに調印した。

## 生涯

### 生い立ち
大阪府島上郡三箇牧村（現：高槻市柱本）の百姓兼紺屋に3番目の子として生まれた。兄弟が多いせいもあってか、母の実家に預けられることが多かったという。幼い頃の達之助はやんちゃだった。
4年間を尋常小学校で過ごした達之助は、茨木の養精高等小学校（現・茨木市立養精中学校）に進み3年学んだ後、大阪府立第四中学校（現・大阪府立茨木高等学校）へと進学した。中学在学中には達之助の人生を左右する機会が訪れた。それは、政治地理の授業中に先生の言った「国土が狭小で資源の乏しい日本は繊維工業ではなく、四方を囲んだ海を利用して水産業で発展していく事こそ進むべき道である。日本にはその水産についての専門学校がある。農商務省直轄の水産講習所（後の東京水産大学→現・東京海洋大学）だ。」という言葉だった。その話に感化を受けた達之助は漠然と水産業の道を志すようになる。卒業の頃には首席になっていたが、周りが高等学校への進学を志望するなか、水産講習所の進学を決意した。親は、海を見たこともない達之助に務まるはずがない、と反対したが、達之助の意志は固くその年の9月に水産講習所に入所した。

### 水産講習所〜渡墨
水産講習所製造科に入所した高碕だが、講義は当時の高等学校や高等工業学校よりもレベルが低く、退屈なものであった。1904年に日露戦争が勃発すると、軍に提供する缶詰が必要となった。講習所では缶詰製造が主要な日課となっていたため、高碕たちは各地に出来た缶詰工場に指導に行った。日露戦後は、日比谷焼き打ち事件で急先鋒として行動するなど、相変わらず無鉄砲さは健在だった。半蔵門の交番を攻撃しに行ったところ、逆に捕まり、3日間ほど勾留されたこともあったという。
高碕は卒業後、三重県津市を本拠とする「東洋水産」という缶詰製造会社に技師として就職した。当時は日露戦中に乱立した缶詰工場の処理として、イワシの缶詰を米国に輸出することになり、設立されたのが東洋水産だった。しかし、米国での売れ行きは芳しくなく、事業は失敗に終わった。
1911年、高碕はメキシコの太平洋沿岸の水産調査に協力するため、メキシコに派遣されることになった。高碕はアメリカ・サンディエゴに本拠を置く「メキシコ万博漁業」という水産会社と3年の雇用契約を結び、働き始めた。
1912年、マグダレナ湾内のサンタマルガリタ島に缶詰工場が建設されることになり、派遣された。当時、島はアメリカがメキシコと契約し、米太平洋艦隊の艦砲射撃の根拠地としていたが、米墨関係が冷え込みメキシコが契約を打ち切るという運の悪い時期に工場を建設することになった。この頃は日米関係も冷え込んでいたために、高碕は島に秘密裏に日本海軍の基地を建設するために派遣されたスパイだという嫌疑をかけられたが、水産講習所時代に来日し親交のあったスタンフォード大学総長のデイビッド・スター・ジョーダンの紹介で、後のアメリカ大統領、ハーバート・フーバーの尽力によって疑いを晴らすことができた。翌1913年にメキシコ革命が起こると、高碕はアメリカに移って製缶詰工業の研究を中心に行い、翌年に帰国した。

### 東洋製罐設立〜満洲へ
帰国後、すぐにカムチャツカへ渡り、堤清六の作った缶を購入して、サケの缶詰作りを行ったが、短期間で日本へ引き揚げた。高碕はまた渡米を試みたものの、父に結婚を諭され、1917年に50万円の資本金で大阪に製缶会社「東洋製罐」を立ち上げた。
1937年に日中戦争が勃発すると鉄の供給は滞り始め、満洲重工業開発へ鉄を譲ってもらうための交渉へ向かう事を考えたが、時局柄、満洲で鉄生産を手伝うことになり、満洲重工業開発副総裁に就任した。満業ではコスト削減に力を注ぎ、1942年には鮎川義介に代わり総裁になったが、軍部の圧力により会社の統制が執れない状態になっていた。
1945年8月8日のソ連対日参戦によってソ連軍が満洲に攻め込んでくると、高碕は子供や老人の疎開を談判に奔走したが、8月12日に極度の疲労と日射病で倒れ、目が覚めたのはポツダム宣言受諾後の8月17日だった。そのときは満洲国政府要人や関東軍の幹部などは捕らえられ、残されたのは一般人だけだった。高碕は日本人会会長としてソ連側と帰国できないままでいる多くの日本人の帰還交渉を始めたが、1946年4月になるとソ連軍は撤退し、中共軍が進出してきた。今度は中国共産党や国民政府と帰還交渉を進めることになった。
高碕は1947年に国民政府に賠償の調査に内地出張を命ぜられ、日本へ帰還した。同年に東洋製罐相談役に就任した。帰国後は戦中に遅れた技術を取り戻すためにアメリカの企業と提携するなど、特に製鉄事業の再興に努めた。

### 電源開発総裁就任
1952年、当時の内閣総理大臣・吉田茂に請われ「電源開発」の初代総裁に就任した。当時、最も工事が進んでいるといわれた木曽川の丸山ダムを視察し、大量の人員や重機があるのに半分ほどしか動いていなかった現場を目の当たりにした高碕は、技術者を引き連れてアメリカのダム建設の視察に向かった。カリフォルニア州のパインフラットダムの建設現場では舗装された道路に巨大な重機が無駄なく動き回っていた。高碕は佐久間ダムにアメリカ式の工法の導入を決めた。当初は難工事が予想され10年の工期が見込まれた工事を大型重機を使い3年で完成させた。この工事はその後の土木事業に大きな影響を与えた。その他にも、只見川の田子倉ダムや庄川の御母衣ダムの事業計画などに携わり、1954年に総裁を辞した。また、総裁職を降りた後も御母衣ダムの建設反対派住民との対話を続けて住民の理解を促し、建設に際しては「荘川桜」の保全を提案するなど、御母衣ダム建設事業では大きな役割を果たした。

### 政界へ
1954年8月に電源開発総裁から身を引いた高碕は、新たに内閣総理大臣に就任した鳩山一郎に請われ同年12月に第1次鳩山内閣に経済審議庁長官として入閣した。最初は政治家にはならぬと考えていた高碕だが、いざ入閣してしまうとそうはいかなかったらしく、1955年の第27回衆議院議員総選挙に大阪3区より出馬し、最高点で当選した。その後の第2次鳩山内閣でも経済審議庁長官（1955年7月より経済企画庁に改称）に留任し、同年に開かれたアジア・アフリカ会議（バンドン会議）には鳩山首相の代理で日本政府代表として出席し、ネルー、ナセルや周恩来などと親交を深めた。
帰国後、昭和天皇に謁見して会議の状況を復命する機会があった。1956年には日比賠償協定の首席全権として日比国交正常化の実現にあたった。1957年には東洋製罐、東洋鋼鈑の会長を兼任した。
1958年には第2次岸内閣の通商産業大臣に就任し、全ての会社の重役を辞任。同年、日ソ漁業交渉の政府代表となり、北方領土付近の漁の安全操業のために尽力した。1959年、科学技術庁長官、原子力委員会会長も兼務するが、辞任。同時に大日本水産会会長に就任。その後も、1960年、1962年にも政府代表として交渉の場に立った。
1962年11月には訪中経済使節団団長として北京へ渡り、廖承志アジア・アフリカ連帯委員会主席と会談、同年11月9日には「日中総合貿易に関する覚書」に調印した。それまで、友好商社間での取引に終始していた日中貿易は、署名者である廖（Liào Chéngzhì）と高碕のイニシャルからLT貿易と呼ばれるこの覚書の締結によって、半官半民の大規模な交易が日中国交正常化まで行われることになった。
1964年2月24日に死去。享年79。死去に際して、親交の深かった周恩来は「このような人物は二度と現れまい」と哀悼の言葉を述べた。また、死の前日には高槻市の名誉市民表彰を受けている。正三位・勲一等旭日大綬章。なお、彼の遺した絶筆は「荘川桜」移植事業を共に推進した笹部新太郎に宛てた手紙であり、その内容は「（荘川）桜の名前を取り決めておきたい」という内容であった。墓所は小平霊園(39-1-8)。

## エピソード

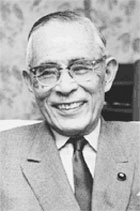
高碕達之助

- 動物や植物を深く愛し、特に自然豊かなサンタ・マルガリタ島に行ってからは、動物を飼育するのを趣味とした。後に、宝塚市の動物園を間借りし、ダチョウやワニなどを飼い、新京の動物園にその動物たちを寄贈した。1951年からは東京動物園協会の会長を務めるなどした。また、その植物への慈悲から「荘川桜」の保護に奔走した。またアメリカから日本にマイヤーレモンを持ち帰り、伊丹市で栽培が続けられている[5]。2012年には伊丹市の農家から高碕の生家へ苗木が植樹された[5]。
- 幼くして母と死別し、幼い頃にやんちゃをしたお詫びと感謝の気持ちから、1952年に野崎観音に母の供養塔を建立した。
- 水産講習所製造科の1年後輩だった中島董一郎の渡英を手伝い、後に中島が商品化したマヨネーズのブランド名を「キユーピー」と命名した。
- 水産講習所の同窓会組織「楽水会」の3代目会長を務め、死後の1968年には高碕の遺言によって東京水産大学内に水産資源研究施設（高碕記念館）が建設され、同大学に寄贈された。施設は1988年に老朽化のために撤去されている。